# 黑恩吉尔斯多夫
黑恩吉尔斯多夫是德国巴伐利亚州的一个市镇。总面积25.09平方公里，总人口1181人，其中男性627人，女性554人（2011年12月31日），人口密度47人/平方公里。